# Агроминимум
Агроминимум  — сумма агрономических мероприятий в СССР, направленных к возможному подъему производственных сил бедняцко-середняцкого крестьянского хозяйства в конце восстановительного периода (1927—1929). 
Декрет ЦИК СССР от 15/XII 1928 так формулирует содержание агроминимума: «Посев чистосортными семенами; очистка и сортировка всех семян; рядовой посев, уничтожение меж; борьба с вредителями и сорняками…; распространение улучшенных приемов обработки почвы; прекращение пастьбы скота на озими; улучшение условий содержания и кормления скот; более правильное использование навоза как удобрения; более полное использование наличного сельхозинвентаря…; возможно более широкое применение фосфоритной муки, извести и золы в качестве удобрения, а также зеленого удобрения и т. п.». 
Широкое распространение агроминимума, не требуя значительных вложений, облегчало и улучшало условия ведения сельского хозяйства.
Выявление чрезмерного отставания животноводства выдвинуло необходимость введения зооветминимума. 
Развертывание совхозного и колхозного строительства, радикально подходивших к решению проблем отсталости сельского хозяйства, создававших условия для применения широких агромероприятий планового характера, снизило значение агроминимума.
В колхозах и совхозах агроминимум и зооветминимум были заменены агроправилами и ветзооправилами.